# Newen Tahiel
Carlos Maza (Newen Tahiel), nacido en 1974 en Lautaro (Chile), es un compositor y multiinstrumentista chileno.

## Biografía
Carlos Maza (Newen Tahiel), de origen mapuche ('pueblo de la tierra'), nace en Lautaro, a 600 kilómetros al sur de Santiago de Chile. Su padre, partidario del presidente Allende, está entonces encarcelado durante dos años. En 1975, su familia huye del régimen de Pinochet y se exilia en Francia durante algunos años antes de establecerse en Cuba en 1980.
En el mismo año, su madre lo lleva a Guanabacoa, un suburbio de La Habana, donde sigue gratuitamente las clases de música del conservatorio para estudiar piano. Comienza a componer a la edad de 11 años y se presenta en público muy joven, interpretando su propia música, especialmente en 1990 y 1991 en el Festival Internacional de Jazz de La Habana. Su primer álbum, grabado cuando tenía 17 años, se lanzó en 1993. Algunos de los músicos mayores que admira incluyen al brasileño Hermeto Pascoal y a Egberto Gismonti.
En la década de 2000, se establece en Tarragona y toca regularmente en Francia. Con motivo de la creación de sus 24 Preludios Mapuches para piano solo, inspirados en los preludios de Bach, Chopin, Debussy o Villa-Lobos, Carlos Maza, comprometido con sus raíces, agrega a su nombre el apellido mapuche de 'Newen Tahiel' .
Trascendiendo los géneros, Carlos Maza (Newen Tahiel) fusiona el jazz, la música clásica y diversas músicas populares latinoamericanas, como el tango argentino, el son cubano, el huapango mexicano, el huayno peruano o la samba brasileña. Ha realizado homenajes destacados a Tupac Katari y Víctor Jara.
Sus composiciones son interpretadas en diversas formas, ya sea en solitario, dúo, trío, cuarteto, quinteto, sexteto, big band de jazz o incluso por orquesta de cámara. Carlos Maza (Newen Tahiel) toca el piano, la guitarra (de 6, 10 y 17 cuerdas) y la flauta tradicional pifilca.
El artista plástico Norton Maza es su hermano (nacido en 1971), y la violoncellista y cantante Ana Carla Maza es su hija.

## Álbumes

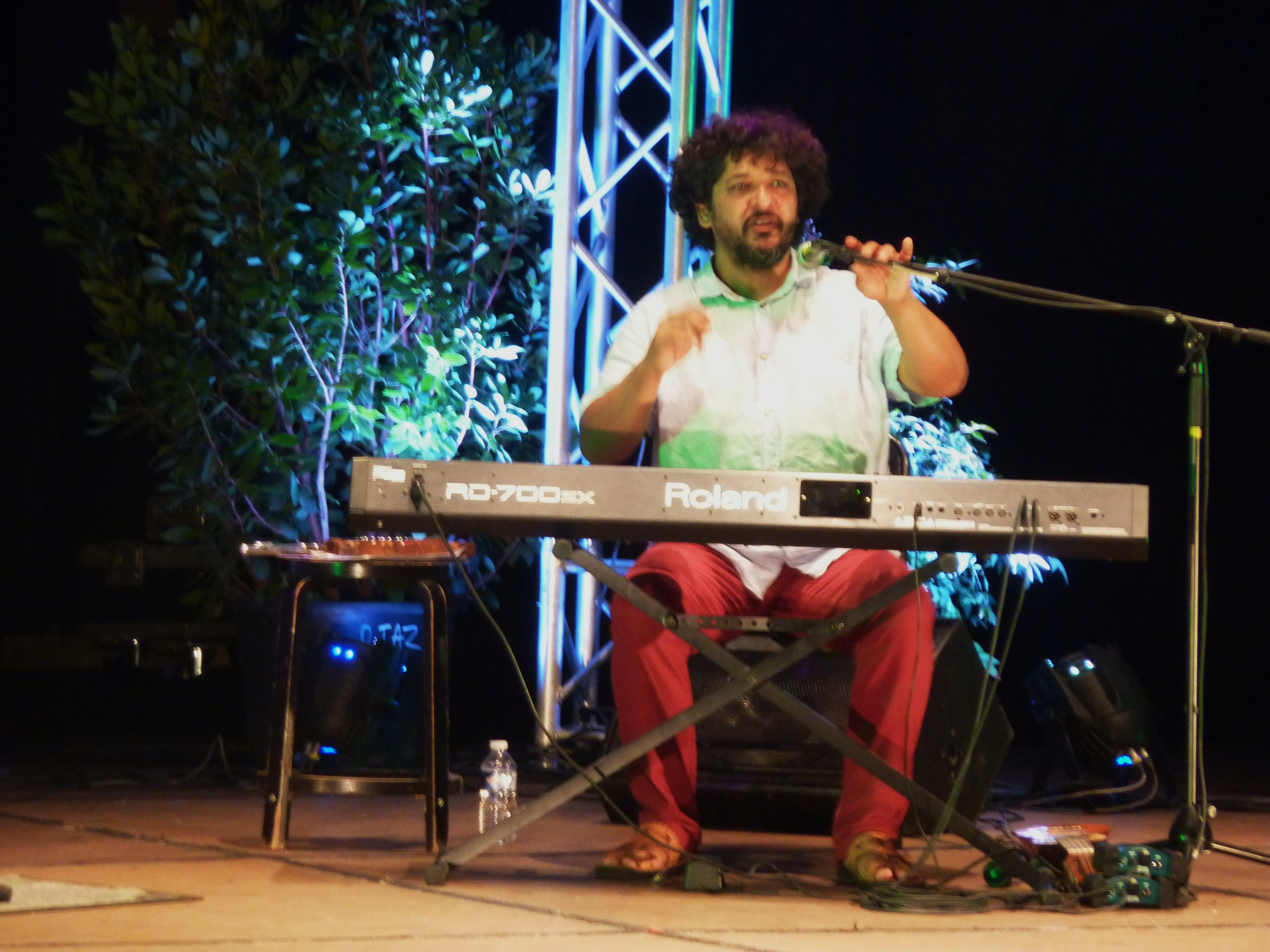
Carlos Maza (Newen Tahiel) en el Festival Convergencias en La Ciotat, agosto de 2017.

- Donde Estoy, solo, label Musiquémo, 1993
- Zapato Kiko, Carlos Maza grupo, label Emi, 1994
- Nostalgia, solo, label Emi, 1995
- Tierra Fertil, trio, label Emarcy, 2000
- Fidelidad, label Emarcy, 2002
- Salvedad, label Indigo, 2003
- Chocala, label Harmonia Mundi, 2004
- Musica de Esperanza, Carlos Maza y orquesta de camara de La Habana, label Lautaro, 2010
- Trotamundo, solo, label Lautaro, 2010
- En Familia, trio, label Lautaro, 2010
- Quererte, 2010, label Lautaro, 2010
- Le repos des saltimbanques, solo, La Buissonne, 2012
- Pueblo del Sol, Carlos Maza & familia, quintet, Lautaro, 2012
- ¿ Y Si volvemos a empezar ?, Newen Tahiel, familia sexteto, Lautaro, 2015
- Préludes Mapuches, Carlos Maza & Newen Tahiel, label Laborie, 2016
- Todo es relativo, Carlos Maza - Newen Tahie, familia septeto, Lautaro, 2017
- Maza & Nino Dúo, Carlos Maza – Newen Tahiel & Nino de Luca, 2018
- Quartet Català, Newen Tahiel & Cuarteto Catalán, 2018
- Preludios Mapuches, Newen Tahiel & 24 Preludios Mapuches, 2019
- Canto por Chile, Carlos Maza – Newen Tahiel, 2020
- Todo Pasa, Camila Maza & Newen Tahiel, 2021
- Tren de Cercanías, Carlos Maza – Newen Tahiel, 2022
- Proyecto Gandhi, Carlos Maza – Newen Tahiel, 2023
- El Mundo al revés, Carlos Maza – Newen Tahiel, 2023

## Películas
- Jazz en Porquerolles, director Frank Cassenti, 2013
- Carlos Maza, La energía del hombre libre, documental de Frank Cassenti, Producción Oléofilms, 2014 (53 min)